# Constantin Alexandru Rosetti
Constantin Alexandru Rosetti (n. 2 iunie 1816, București, Țara Românească – d. 8 aprilie 1885, București, România) – deseori numit C. A. Rosetti –, a fost un om politic și publicist român, unul din conducătorii Revoluției de la 1848 din Țara Românească și puternic militant al luptei pentru Unirea Principatelor Române.

## Viața și activitatea

### Înainte de 1848
Constantin Alexandru Rosetti s-a născut în București și a fost fiul spătarului Alexandru Rosetti și al Elenei, născută Obedeanu.
Studiile și le-a făcut la Colegiul „Sfântul Sava” din București, unde a avut profesori, printre alții, pe Eftimie Murgu și Jean Alexandre Vaillant. În 1832 (sau 1833) intră în armată, servind până în august 1836, când a demisionat. "Se apucă de literatură, apoi intră în administrație, fiind șeful poliției din Pitești în 1842, și după aceea în magistratură, fiind procuror la Tribunalul civil din București. Își dădu demisia în 1845." 

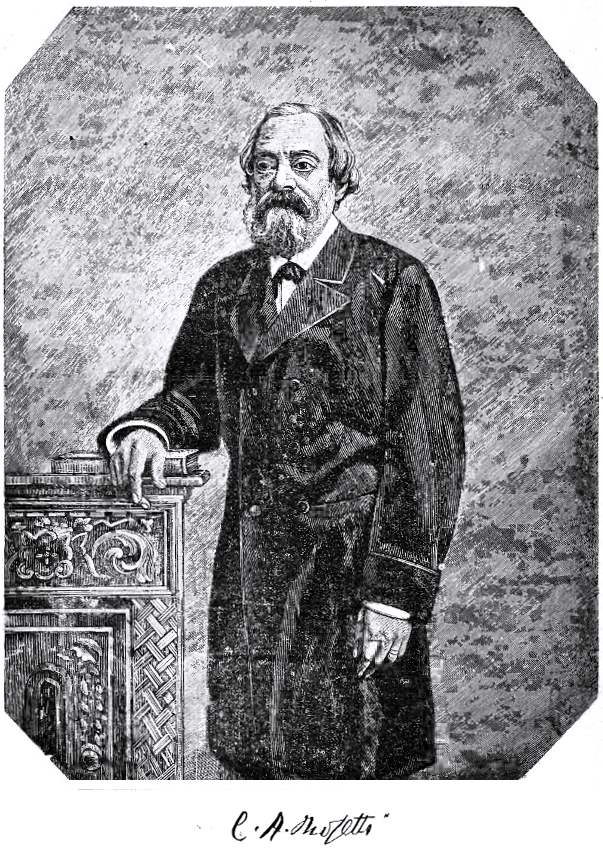
Constantin A. Rosetti

În 1844 pleacă pentru prima dată la Paris: "Aveam apoi nădejdea că lucrînd 3-4 ani, mă voi întoarce în patria mea, voi străluci eu prin știință și virtute, voi ferici o zi măcar pe muma, voi ridica puțin patria mea și astfel mă voi sfîrși și eu, cu cugetul în pace că mi-am împlinit frumos misia."  Este în legătură cu alți prieteni și amici: Ion C. Brătianu, pictorul Constantin Daniel Rosenthal, Vasile Mălinescu, Andronescu, Scarlat Vîrnav. Prin septembrie (început de octombrie) pleacă înapoi în țară, căci îi vin vești cum că mama sa este bolnavă.
După moartea mamei sale (decembrie 1844), pe la jumătatea anului 1845 pleacă din nou la Paris, unde audiază cursurile istoricilor și gânditorilor Jules Michelet, Edgar Quinet, și alți reprezentanți ai spiritului revoluționar francez al epocii. Aici, se străduiește, împreună cu moldoveanul Scarlat Vârnav, să întărească relațiile dintre studenții valahi și cei moldoveni, uniți în jurul ideilor noi de autodeterminare națională și dreptate socială. În această atmosferă, se înființează, în decembrie 1845, Societatea studenților români din Paris, al cărei scop mărturisit era să-i ajute pe tinerii mai săraci, dar dotați, să facă studii la Paris. Ca președinte al societății este ales Ion Ghica, secretar C. A. Rosetti, iar casier Scarlat Vârnav.

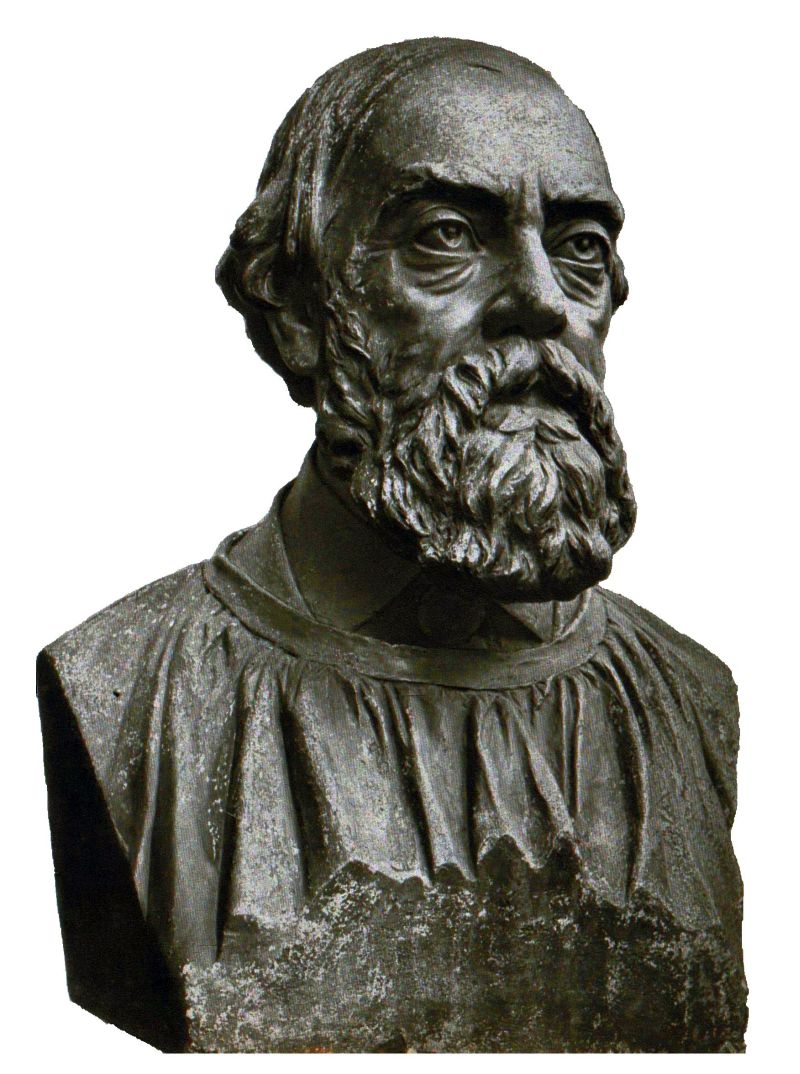
Portret de Karl Storck

Este inițiat în masonerie în 1844, în Loja masonică „Trandafirul Perfectei Tăceri" din Paris, primind toate gradele, până la gradul 18 în 1847, tot în această lojă. În 1848 ia parte la înființarea Lojii bucureștene Lumina. În 1923 numele său a fost acordat unui atelier din București. S-a numărat între puținii masoni români prezentați în „Dicționarul Franc-Masoneriei” realizat sub coordonarea lui Daniel Ligou. 
Se întoarce la București în iulie-august 1846, lansându-se în afaceri: deschide împreună cu doi prieteni străini care locuiau în Țara Românească, economistul austriac Erik Winterhalder și britanicul Effingham Grant (viitorul său cumnat) o librărie, iar în noiembrie 1846 cumpără tipografia asociației literare care acoperea activitatea societății secrete Frăția: "Asociațiunea literară a României". În acești ani începe să ia parte din ce în ce mai activă la conducerea comerțului bucureștean.
În 1847 se căsătorește cu Mary Grant, devenită astfel Maria Rosetti, o scoțiano-franțuzoaică, cea care a fost modelul tabloului România revoluționară pictat de C.D. Rosenthal, prietenul lui Rosetti. . Mary Grant era sora consulului englez la București, Effingham Grant, el însuși căsătorit cu o româncă, Zoia Racoviță, fiica lui Alexandru Racoviță. 

### Revoluția de la 1848 și exilul

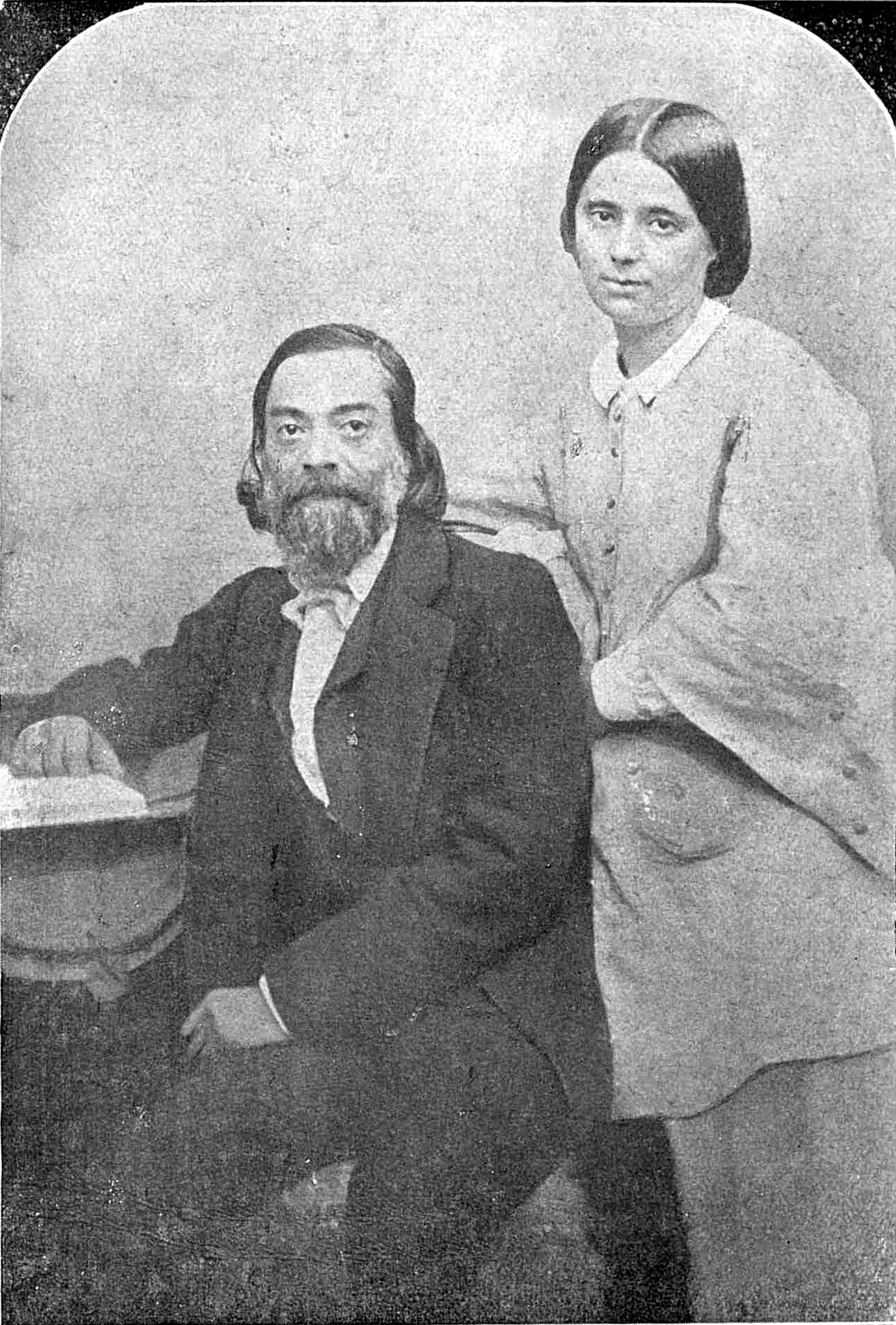
C. A. Rosetti și Maria Rosetti în exil

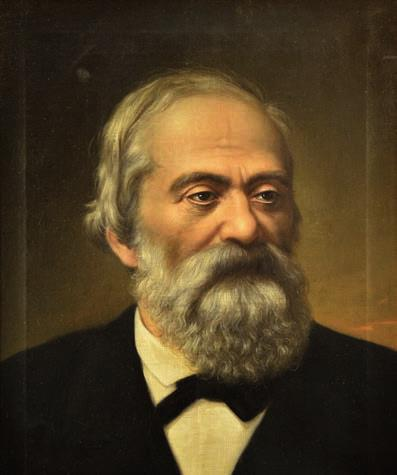
C.A. Rosetti (portret de Mișu Popp)

În timpul revoluției din 1848 a fost unul din liderii curentului radical al revoluționarilor; a fost secretar al Guvernului provizoriu, prefect de poliție (agă) la București și redactor al ziarului "Pruncul român".
După înfrângerea guvernului revoluționar, face parte din primul lot de exilați, urcați de turci cu două plute în susul Dunării, până la granița cu Austria. De aici pleacă spre Franța prin Ungaria, Croația și Austria. Ajunge la Paris în decembrie 1848 . În anii exilului (1848-1857) a contribuit la editarea revistei "România viitoare" și mai ales a revistei "Republica Română", în care a militat pentru unirea principatelor într-un stat democratic.

### Activitatea după revenirea în țară (1857)
A revenit în țară în mai 1857. Cu această ocazie, ziarul Israelitul român a publicat în numărul din 7/19 iunie 1857, sub titlul Rusciuk, 11/25 mai 1857, o scrisoare a lui C. A. Rosetti, din care rezultă că la întoarcerea din exil acesta a intrat în țară cu pașaport de la ambasada otomană și cu concursul unor cercuri evreiești.După revenirea în țară, a editat ziarul liberal-radical "Românul" și a avut un rol de seamă în Adunarea ad-hoc și în alegerea lui Alexandru Ioan Cuza ca domnitor și în Țara Românească. În paginile ziarului "Românul", care a apărut timp de aproape o jumătate de secol, a militat pentru reforme democratice, pentru unitatea națională, pentru independența națională a țării.
A fost unul dintre conducătorii Partidului Național Liberal, creat în anii 1874-1875, dar în 1884, intrând în conflict cu Ion Brătianu, a organizat o disidență liberală. A susținut cu entuziasm proclamarea independenței țării și participarea României la războiul ruso-turc din 1877-1878. În 1858 a pus bazele "Asociației lucrătorilor tipografi din București", al cărui președinte a fost. În 1863 a fondat Casa de ajutor reciproc a tipografilor din România alături de Walter Scarlat, Iosif Romanov, Zisu Popa, Mihalache Gălășescu și Petre Ispirescu. 
A fost în mai multe rânduri ministru și președinte al Camerei Deputaților. A făcut parte din primul guvern al lui Carol I, fiind pentru câteva luni ministru al "Instrucțiunii publice și Cultelor". A fost de două ori primar al Capitalei. În amintirea revoluționarului român, în București există strada C.A. Rosetti și Piața C. A. Rosetti, unde tronează Monumentul lui C. A. Rosetti.
Publicistica lui se caracterizează prin avânt romantic, stil patetic, vibrant. În tinerețe a scris versuri sentimentale și patriotice, a tradus din Byron, Béranger, Lamartine, Hugo.
În 1867 C. A. Rosetti a fost unul dintre membrii fondatori ai Societății literare române, care a devenit ulterior Academia Română.

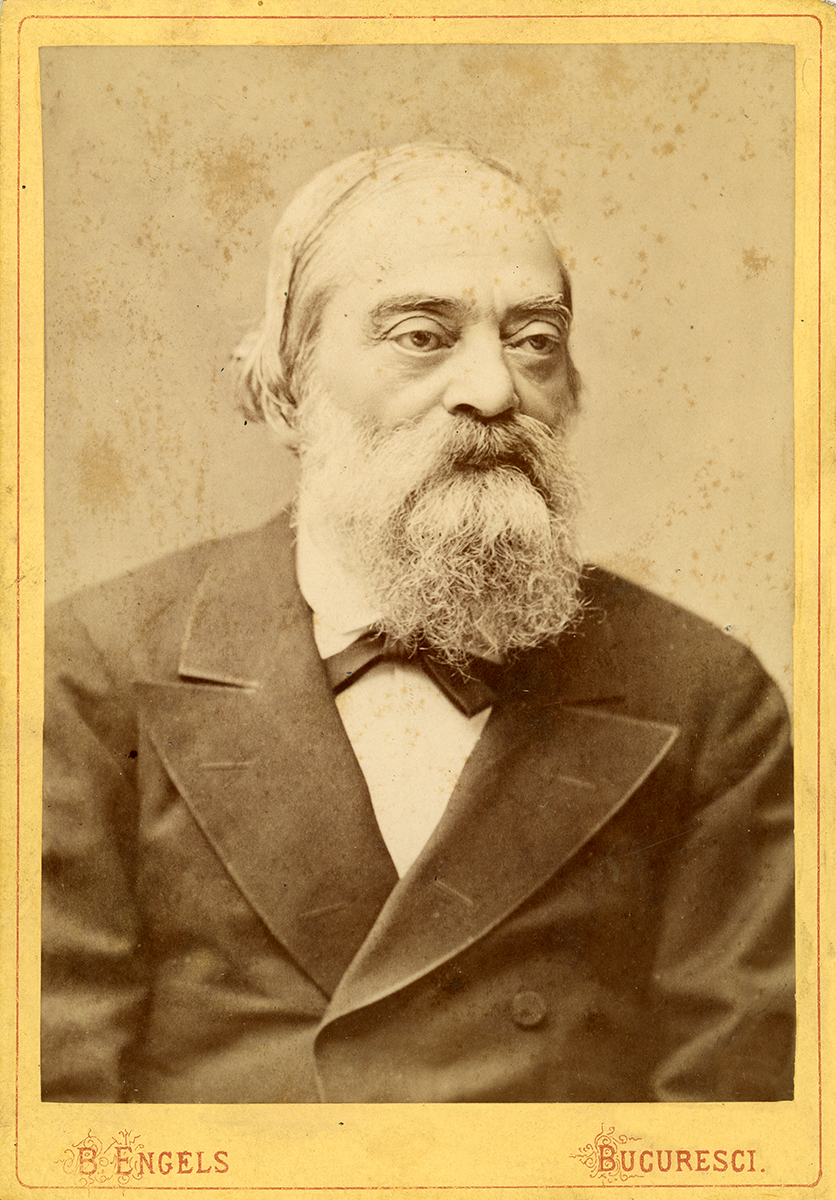
Fotografie de studio a lui C. A. Rosetti

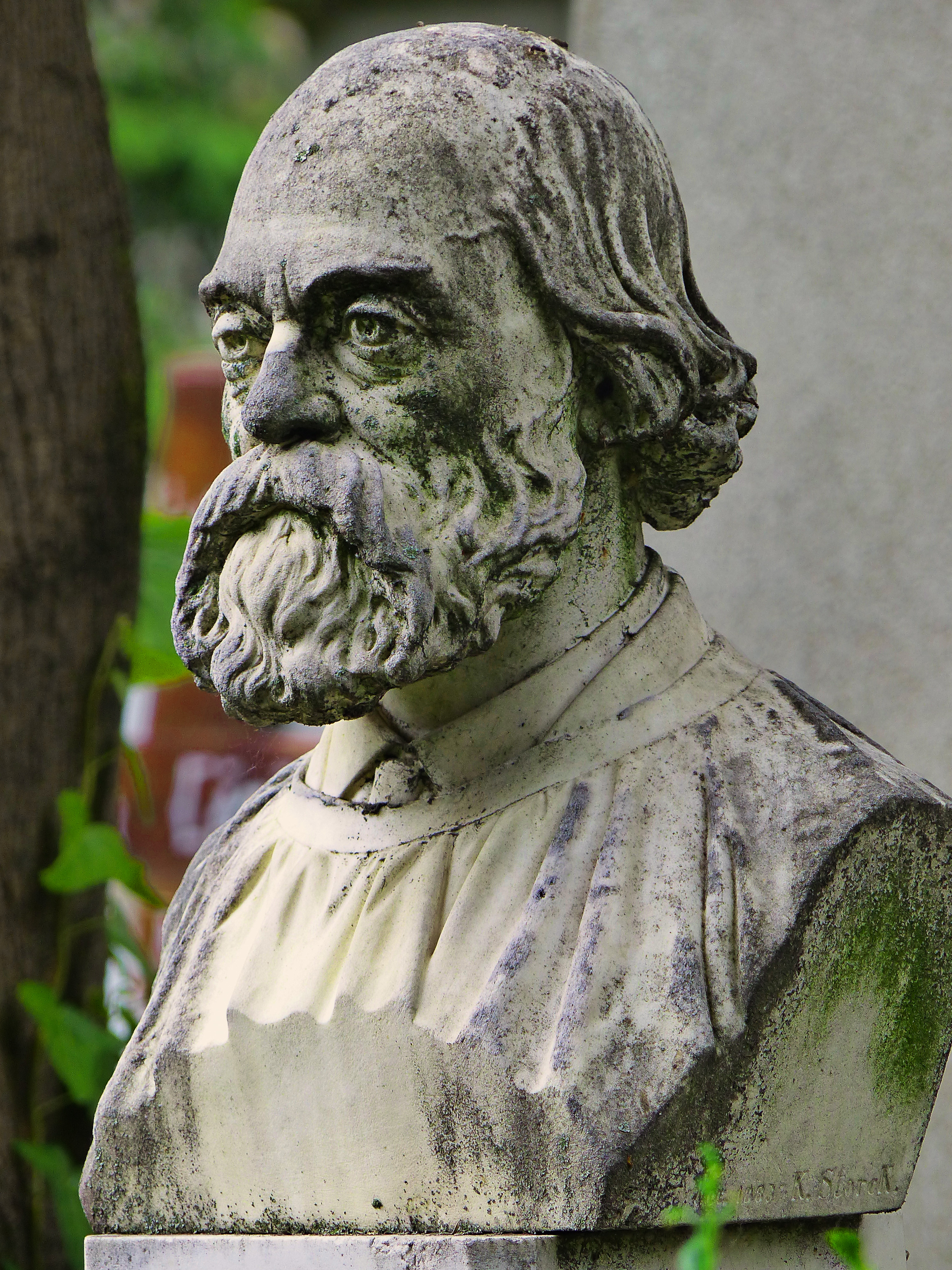
Monumentul funerar C. A. Rosetti / Cimitirul Bellu din Bucuresti